# Pandrignes
Pandrignes  ist eine französische Gemeinde mit 167 Einwohnern (Stand 1. Januar 2022) im Département Corrèze in der Region Nouvelle-Aquitaine. Die Gemeinde ist Mitglied des Gemeindeverbandes Tulle Agglo. Die Einwohner nennen sich Pandrignois(es).

## Geografie
Die Gemeinde liegt im Zentralmassiv ungefähr 14 Kilometer südöstlich von Tulle, der Präfektur des Départements.

### Nachbargemeinden
Nachbargemeinden sind im Osten Espagnac, im Südosten Saint Paul, im Südwesten Lagarde-Marc-la-Tour mit Marc-la-Tour und im Westen Ladignac-sur-Rondelles.

## Gemeindewappen
Beschreibung: In Blau ein goldener Balken und darüber ein fünfstrahliger silberner Stern.

## Einwohnerentwicklung
| Jahr      | 1962 | 1968 | 1975 | 1982 | 1990 | 1999 | 2007 | 2016 |
| Einwohner | 159  | 181  | 152  | 126  | 139  | 155  | 170  | 164  |